# New Trier
New Trier é uma cidade localizada no estado americano de Minnesota, no Condado de Dakota.

## História
A cidade foi fundada por volta de 1856 e é nomeado após a cidade alemã de Trier.

## Demografia
Segundo o censo americano de 2000, a sua população era de 116 habitantes.
Em 2006, foi estimada uma população de 123, um aumento de 7 (6.0%).

## Geografia
De acordo com o United States Census Bureau tem uma área de
0,5 km², dos quais 0,5 km² cobertos por terra e 0,0 km² cobertos por água.

## Localidades na vizinhança
O diagrama seguinte representa as localidades num raio de 12 km ao redor de New Trier.